# Gymnomyza
A Gymnomyza a madarak osztályának verébalakúak (Passeriformes) rendjébe és a mézevőfélék (Meliphagidae) családjába tartozó nem.

## Rendszerezés
A nembe az alábbi 3 faj tartozik:
- óriásmézevő (Gymnomyza viridis)
- szamoai mézevő vagy mao (Gymnomyza samoensis)
- varjúmézevő (Gymnomyza aubryana)